# César Pelli
César Pelli, född 12 oktober 1926 i Tucumán, Argentina, död 19 juli 2019 i New Haven, Connecticut, var en argentinsk-amerikansk arkitekt känd för att ha designat storskaliga offentliga och kommersiella byggnader som tvillingskyskrapan Petronas Towers i Kuala Lumpur. Denna var vid invigningen 1998 världens högsta byggnad.